# Luperina rhododendron
Luperina rhododendron là một loài bướm đêm trong họ Noctuidae.